# Rudbecksgymnasiet, Örebro
Rudbecksgymnasiet, även kallad Rudbecksskolan, tidigare Örebro Tekniska Elementarskola ("Teknis"), är en gymnasieskola belägen i centrala Örebro öster om Våghustorget och Krämaren. Skolan grundades den 5 oktober 1857.
Rudbecksskolan består idag av fem byggnader, varav "Borgen" är den äldsta och mest karakteristiska. I NA:s omröstning "101 skäl att älska Örebro" hösten 2011 kom skolan på första plats, före Örebro universitet.
Vid Fabriksgatan 9 i Örebro låg det under en längre tid en skola vid namn Rudbeckiusskolan men som alltså inte har någon koppling till Rudbecksgymnasiet. Rudbeckiusskolan låg på Fabriksgatan 9 mellan 1874 fram tills tidigast 1966. 

## Historia
Det ursprungliga namnet på skolan är Örebro Tekniska Elementarskola. Efter beslut i Riksdagen påbörjade skolan sin verksamhet den 5 oktober 1857, som den tredje tekniska elementarskolan i Sverige. Skolans första lokal var belägen i hörnhuset Nygatan 19 och Köpmangatan 19, först 1901 flyttade skolan in i nuvarande lokaler. År 1920 blev skolan ett tekniskt gymnasium med utbildningslinjerna Elektro, Kemi, Maskin och Merkantil. En teleteknisk linje inrättades 1945. År 1946 övergick tekniska gymnasiet i Högre Tekniska Läroverket i Örebro':. Detta skedde efter den landsomfattande reformen för att jämställa tidigare tekniska gymnasier med högre allmänna läroverk. Huvudman var Kungliga Överstyrelsen för Yrkesutbildning (KÖY). Den allmänna beteckningen på de utexaminerade var och hade länge varit gymnasieingenjör, för att skilja dem från civilingenjörer och institutsingenjörer.
År 1966 upphörde intagningen till den treåriga ingenjörsutbildningen och ersattes med de fyraåriga tekniska linjerna, nu med Skolöverstyrelsen som huvudman. Beteckningen "ingenjör" försvann från examensbevisen för dem som gick de fyraåriga linjerna men såväl industrin som de utbildade eleverna själva fortsatte med beteckningen gymnasieingenjör. En av orsakerna till det fjärde studieåret torde ha varit att många elever föll bort när kurserna skulle klaras på tre år (eller fick gå om en klass, till och med två klasser, för att klara godkända betyg i alla ämnen). Eleverna skulle ju både lära sig delvis samma ämnen som på andra gymnasier och kurser som var speciella för den tekniska inriktning de valt (elkraft, tele, bygg, kemi, maskin eller merkantil).  
År 1965 påbörjades på försök en treårig fackskola med dagstudier första och sista året och ett mellanliggande praktikår för dem som saknade adekvat praktik, denna skolform blev dock relativt kortlivad. Samma år aviserade staten en ny tvåårig ingenjörsutbildning som skulle bygga på årskurs 3 av gymnasiets tekniska linje. Arbetsnamnet var "mellaningenjör". Striden om huvudmannaskapet var ibland stormig mellan gymnasieskolorna och de regionala högskolorna där de senare avgick med segern. År 1989 startade den nya tvååriga "mellaningenjörsutbildningen" vid Högskolan i Örebro med en elektroingenjörslinje. Huvuddelen av undervisningen förlades till Rudbecksskolan.
Höstterminen 1992 ersattes linjerna av program och ett nytt program Teknik/Ekonomi startade. Programmet var ett samarbete med Linköpings tekniska högskola och innebar att omkring 10 studenter efter två års studier erbjöds plats i årskurs 3 på civilingenjörsprogrammet med inriktning industriell ekonomi i Linköping. De kvarvarande kunde gå ett tredje år med teknisk eller ekonomisk inriktning med en kandidatexamen som mål. Arbetsenheten för matematik gick upp i institutionen för teknik. Mellaningenjörsbegreppet ersattes av högskoleingenjör och ett tredje påbyggnadsår planerades för att ge studenterna en möjlighet att avlägga såväl en högskoleingenjörsexamen på 120 högskolepoäng som en teknisk kandidatexamen (bachelor) för att i internationella sammanhang betraktas som ingenjörer.

### Rektorer
- 1978–1988 - Arne Dettow (-2019)[2]

## Byggnader och arkitektur

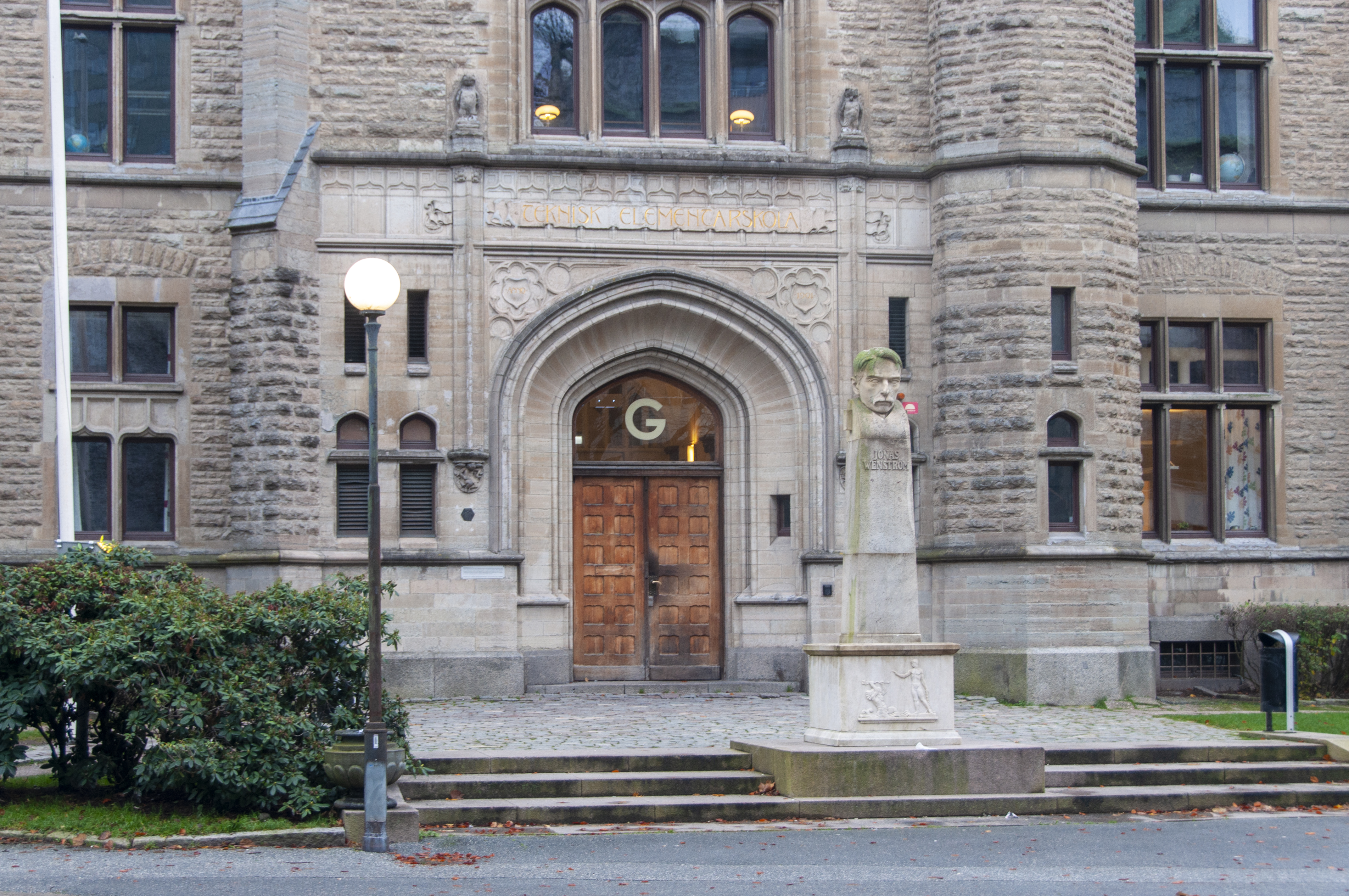
Portal och byst

Skolan består av fem byggnader, varav "Borgen" (G-huset) är den äldsta och mest karakteristiska. Borgen med tillhörande (senare rivna) verkstadsflyglar ritades av arkitekterna Ludvig Peterson, Ture Stenberg och Magnus Dahlander, men det var skolans egen lektor Adolf Kjellström som låg bakom utformningen och idén. Byggnaden är utförd i engelsk nygotisk stil och har ytbeklädnad av kalksten. Den stod klar år 1901 och besöktes samma år av kung Oscar II. Framför Borgen står en byst av Jonas Wenström utförd av Ivar Jonsson 1921, denna kallas lokalt för "trefasgubben".
Då byggnaderna i Borgen redan på 1920-talet blivit för små, togs initiativ till en nybyggnad. Nybyggnaden (senare kallad E-huset), som bland annat innehöll laboratorier, kunde tas i anspråk först vårterminen 1942. Den ligger utmed Trädgårdsgatan, och ritades av stadsarkitekten Georg Arn. Ett elevhem med 80 elevrum stod klart för inflyttning år 1959. På 1960-talet hade skolan återigen blivit för liten. Tre nya hus (M-, K,- och B-husen) med tillhörande verkstäder invigdes under åren 1964-68. Samtidigt revs den gamla huvudbyggnadens flyglar. En aula-byggnad (S-huset) togs även i bruk år 1964.
Örebroporten Fastigheter AB är fastighetsägare.

## Gymnasieprogram och inriktningar
Skolan erbjuder idag (2018) utbildningsprogrammen:
- Ekonomiprogrammet (EK)
- International Baccalaureate Diploma Programme (IB)
- Samhällsvetenskapsprogrammet (SA), med inriktningarna Beteendevetenskap och Tema Världen
- Naturvetenskapsprogrammet (NA), med svenskspråkig alternativ SPRINT-inriktning
- Naturvetenskapsprogrammet (NA), inriktning Life Science
- Vård- och omsorgsprogrammet (VO)

Skolan har under senare tid blivit mest känd för sina SPRINT-klasser. Det vill säga klasser som uteslutande studerar alla kurser (med undantag för svensk- och tredjespråkskurserna) på engelska. Detta har funnits på skolan sedan 1993. Denna möjlighet finns för elever på SA och NA. Sedan 2013 är det också den enda inriktningen för att läsa SA på skolan. I juni 2013 tog de sista svenskspråkiga studenterna på SA med inriktningen "samhällsvetenskap" studenten. Skolan har också en idrottsprofil och specificerade ekonomiska program med möjlighet att bli diplomerad gymnasieekonom. Sedan höstterminen 2012 kan Vård- och omsorgsprogrammet läsas på skolan, då programmet flyttade till Rudbecksskolan efter nedläggning av Wadköping Utbildningscenter.
Skolan har även NA med inriktning Life Science som har riksintag. Under sista terminen av detta program får studenterna möjlighet att läsa en kurs om 7,5 högskolepoäng i molekylärbiologi vid Örebro universitet.
Sedan 2009 har skolan erbjudit International Baccalaureate Diploma Programme, en kvalificerad tvåårig engelskspråkig utbildning som finns över hela världen och är erkänd bland alla världens ledande universitet. Eleverna läser ett förberedande år för att komma upp på internationell nivå.
Skolan är även en av tre gymnasieskolor i Örebro som i sina lokaler inhyser Riksgymnasium i Örebro. Riksgymnasiet har inriktning mot elever med hörselskador, döva och numera även mot språkstörningar. 
Tidigare fanns medieprogrammet att läsa vid skolan. Höstterminen 2003 började den sista årgången av mediaelever på skolan. Medieprogrammet har nu flyttas helt till Virginska skolan. Under 2004 skrevs också den sista eleven in på Teknikprogrammet som sedan höstterminen 2007 är flyttat till Tullängsskolan. Mellan åren 2006 och 2012 fanns möjlighet att läsa SA med inriktning samhällsbyggande. Inriktningen togs bort 2012 på grund av att sökintresset varit för lågt.

## Hot om nedläggning
Våren 2010 beslutade programnämnd barn och utbildning i Örebro kommun att Rudbecksskolans lokaler skulle avvecklas till läsåret 2012–2013. En ny gymnasieenhet under namnet Karolinska skolan/Rudbecksskolan (KA-RU) bildades den 1 juli 2010. Efter att Socialdemokraterna vunnit det kommunala valet 2010 i Örebro revs dock beslutet upp våren 2011 och skolan fick därmed tillbaka sitt namn och kunde stanna kvar i sina tidigare lokaler.

## Elevföreningar

### Stjärnparaden
Stjärnparaden arrangerar i maj varje år ett gymnasiespex. Föreningen engagerar ett hundratal av skolans cirka 1 000 elever. Stjärnparaden består av olika cirklar som alla bidrar på sitt sätt till att få de två årliga föreställningarna i maj att fungera.

### In Statu Nascendi
Den 1904  grundade föreningen In Statu Nascendi, "i frigörelsens stund", ordnade sedan 1930-talet den första maj varje år Tekniståget eller In Statu-tåget, som gick genom stadens gator. Föreningen producerade också examenstidningen In Statu Nascendi, ordnade fester och organiserade inköp av ingenjörsringar. Som kloka sistaårsstudenter tog de även på sig den krävande rollen att inviga förstaårsstudenterna i "Teknis"-andan genom "nollning". Uppdragen kunde vara av skiftande karaktär, allt från att skura Storbron med tandborstar till att förära stadens invånare med skönsång, allra helst "Var Teknist är helig". Föreningen upplöstes 2003 på grund av ekonomiska svårigheter.

### Alumnförening
Tekniska Föreningen i Örebro är en sammanslutning av gamla ingenjörsutbildade elever. Föreningen, som bildades 1876, har idag cirka 6000 medlemmar. Eftersom medlemskapet är knutet till ingenjörsutbildningen har nuvarande elever inte möjlighet att gå med, men det har förts på tal att ändra stadgarna.

### Sportsliga framgångar
Skolans bandylag vann Kronprinsens pokal i bandy 1968.
Skolans bandylag vann SM-silver i bandy 2001.
Skolans fotbollslag vann Kronprinsens pokal i fotboll 2001.
Skolans fotbollslag vann SM-silver i fotboll 2006.

## Berömda personer som gått på Rudbecksskolan
- Jens Bergensten (1979–), speldesigner, huvudutvecklare för Minecraft.
- Axel Eriksson (1888–1961), tekn.dr, arkitekt, uppfinnare. 1 000:e eleven på skolan.
- Gustaf Erikson (1859–1922), ingenjör, uppfinnare.
- Josef Fares (1977–), filmregissör, skådespelare. Medieprogrammet.
- Gustaf Larsson (1887–1968), tekn.dr, civilingenjör, en av AB Volvos grundare.
- Gustaf Hultquist (1859–1926), ingenjör.
- Melker Schörling (1947-2023), affärsman.
- Kevin Walker (1989–), fotbollsspelare, sångare, vinnare av Idol 2013.
- Philip Wersén (1854–1940), ingenjör, företagsledare.
- Sven Wingquist (1876–1953), ingenjör, uppfinnare, SKF:s grundare.
- Fredrik "Figgehn" Idestål (1984-2024), youtuber, underhållare.[7]